# بانکته
بانکته (به ایتالیایی: Banchette) یک کومونه در ایتالیا است که در استان تورین واقع شده‌است.

## خصوصیات
بانکته ۲٫۲ کیلومترمربع مساحت و ۳٬۴۴۰ نفر جمعیت دارد.